# Старый Кошкуль
Старый Кошкуль — деревня в Чистоозёрном районе Новосибирской области. Входит в состав Троицкого сельсовета.

## География
Площадь деревни — 51 гектаров.

## Население
| 2002 | 2007 | 2010 |
| ---- | ---- | ---- |
| 110  | ↘77  | ↘57  |

## Инфраструктура
В деревне по данным на 2007 год функционирует 1 учреждение здравоохранения.